# Franco de Korçë
El franco (en albanés: Frange) fue la moneda de Korçë (también escrito "Koritza" en la moneda) entre 1917 y 1921.

## Historia
Se subdividía en 100 céntimos. La moneda fue introducida durante el período de ocupación francesa, al término de la Primera Guerra Mundial. Después del fin de la ocupación francesa, el franco fue sustituido por una nueva unidad monetaria en 1921, el Skender.

## Billetes y Monedas
El franco sólo se emitió en forma de papel moneda. Los billetes fueron emitidos en denominaciones de cincuenta céntimos, un franco y cinco francos.